# Edward Czerny (pułkownik)
Edward Czerny (ur. 4 listopada 1887 w Kujavach, zm. 6 czerwca 1958 w Gdańsku) – podpułkownik artylerii Wojska Polskiego, kawaler Orderu Virtuti Militari.

## Życiorys
Edward Czerny urodził się 4 listopada 1887 w Kujavach. Po odzyskaniu przez Polskę niepodległości został przyjęty do Wojska Polskiego. 1 czerwca 1921 pełnił służbę w załodze pociągu pancernego „Śmiały”, a jego oddziałem macierzystym był 17 Pułk Piechoty w Rzeszowie. Został zweryfikowany w stopniu majora ze starszeństwem z dniem 1 czerwca 1919 w korpusie oficerów rezerwowych artylerii. W 1923, jako oficer rezerwowy zatrzymany w służbie czynnej, był odkomenderowany do pociągu pancernego nr 4. 1 lipca 1924 został przemianowany na oficera zawodowego w stopniu majora ze starszeństwem z dniem 1 lipca 1919 roku i 5. lokatą w korpusie oficerów artylerii oraz przydzielony do 24 pułku artylerii polowej w Jarosławiu. Następnie został wyznaczony na dowódcy Dywizjonu Ćwiczebnego Pociągów Pancernych w Jabłonnie, pozostając oficerem nadetatowym 24 pap. 31 października 1927 został przeniesiony do 9 pułku artylerii ciężkiej w Siedlcach na stanowisko dowódcy III dywizjonu. 5 listopada 1928 został przesunięty na stanowisko kwatermistrza pułku. 27 kwietnia 1929 został wyznaczony na stanowisko zastępcy dowódcy 9 pac. 24 grudnia 1929 został awansowany do stopnia podpułkownika ze starszeństwem z dniem 1 stycznia 1930 roku i 8. lokatą w korpusie oficerów artylerii. 15 listopada 1932 został zwolniony z zajmowanego stanowiska, pozostawiony bez przynależności służbowej i równocześnie oddany do dyspozycji dowódcy Okręgu Korpusu Nr IX. Z dniem 30 kwietnia 1933 został przeniesiony w stan spoczynku. W 1934 pozostawał w ewidencji Powiatowej Komendy Uzupełnień Lwów Miasto. Posiadał przydział do Oficerskiej Kadry Okręgowej Nr VI. Był wówczas „przewidziany do użycia w czasie wojny”.
W latach 1936–1939 był prezesem klubu sportowego LKS Lechia Lwów
25 lutego 1937 roku został wybrany wiceprezesem zarządu koła Związku Oficerów Rezerwy we Lwowie.
W kampanii wrześniowej został powołany do służby czynnej i wyznaczony na stanowisko dowódcy artylerii Grupy Operacyjnej „Grodno”. Na podstawie rozkazu Naczelnego Wodza z 11 września 1939 nakazującego przetransportowanie koleją wojsk GO „Grodno” do Lwowa wyjechał z Grodna. 17 września 1939, w rejonie Sarn, wyładował się z częścią wojsk GO „Grodno”, nad którą objął dowództwo. W skład tego zgrupowania wchodził dywizjon artylerii majora stanu spoczynku Stefana Piotra Czernika, improwizowany w Ośrodku Zapasowym Artylerii Lekkiej Nr 3 w Wilnie. Maszerując na zachód 22 września 1939, w rejonie Rafałówki, objął dowództwo nad Zgrupowaniem „Małyńsk”, w skład którego obok wspomnianego już dywizjonu artylerii wchodził także batalion KOP „Małyńsk” i szwadron kawalerii KOP „Bystrzyce”. Następnego dnia dowodzone przez niego zgrupowanie podporządkował sobie dowódca Korpusu Ochrony Pogranicza, generał brygady Wilhelm Orlik-Rückemann i nakazał marsz w kierunku Kamienia Koszyrskiego. Następnie zgrupowanie maszerowało po osi Maniewicze – Rudka i 25 września rano osiągnęło miejscowość Huta. Tego samego dnia generał Orlik-Rückemann powierzył mu dowództwo nad batalionem sztabowym złożonym z dwóch kompanii policyjnych i jednej kompanii złożonej z różnych żołnierzy, w tym około 80 uczniów Szkoły Mechaników Lotnictwa. 1 października generał Orlik-Rückemann podjął decyzję o oderwaniu się od nieprzyjaciela pod przykryciem lasu i rozproszeniu oddziałów. W swoim sprawozdaniu generał Orlik-Rückemann ocenił, że wysiłek marszowy Zgrupowania „Małyńsk” w ciągu 13 dni marszu wyniósł 420 km. Na 13 dni marszowych w okresie od 17 do 30 września, wypadło 6 do 7 marszów nocnych. Według dowódcy KOP Zgrupowanie „Małyńsk” w dniach 18, 19 i 20 września stoczyło trzy walki.  
Zarówno przed jak i po wojnie uprawiał myślistwo. Po 1945 działał we władzach Polskiego Związku Łowieckiego w Jeleniej Górze i w 1951 roku został wyróżniony „Honorowym Żetonem Zasługi” – „Złom”. 
Po przyjeździe do Gdańska pracował w Rejonowej Hurtowni Artykułów Metalowych. Zmarł w Gdańsku 6 czerwca 1958 roku. Pochowany na cmentarzu Srebrzysko (rejon IX, kwatera KW I - przy głównej alei, rząd 1, numer grobu 5).

## Ordery i odznaczenia
- Krzyż Srebrny Orderu Wojskowego Virtuti Militari
- Krzyż Walecznych – trzykrotnie
- Złoty Krzyż Zasługi (25 maja 1938)[20]